# Bozzay Margit (modell)
 Bozzay Margit (1946. május 20. – 2018. május 28.) magyar manöken, modell,  kereskedelmi vezérigazgató.

## Életpályája
1965-ben lett manöken, sztármanöken. Bozzay Margit már akkor modell volt Magyarországon, amikor még csak 10-20 manöken volt a szakmában. Már a 60-1970-es évektől rendszeresen fotózták, és lépett fel divatbemutatókon. 
Fotói megjelentek a Fürge Ujjak és az Ez a Divat lapokban. Aranypók-plakátját – ahol fehérneműt reklámozott – a budapestposter.com honlap jegyzi. Fotósa volt többek közt Susits László fotóművész.
Pályája kezdetén utazni is szeretett volna, de a testvére nyugatra utazott, és nem jött vissza. 1973-ig emiatt csak szocialista országba utazhatott. 1972-től a Divatáru Nagyker egy akkor nyíló üzletében dolgozott mint divattanácsadó 17 évig, Péterdi Magdi, Ribárszky Edit és Bodó Sztenya manökenekkel együtt. Elvégezte a kereskedelmi felsőbb iskolákat a munka mellett, majd a rendszerváltás után az üzlet vezetője lett egy rövid ideig. Később a Röltex Rt.-hez került, ahol üzletvezető, kereskedelmi igazgató, majd kereskedelmi vezérigazgatói megbízást kapott. Nyugdíjba vonulásáig dolgozott itt.
Több évtizeden keresztül volt ismert manöken.
Bozzay Margit író unokája. Édesapja, Bozzay Dezső (1912–1974) ipari formatervező volt. Egy fia van, Gyárfás Attila, aki 1978-ban született.
A harmincas évek közkedvelt újságíró-írója, Bozzay Margit volt. 1991-ben jelent meg egy új kötet, amelynek címlapjáról fiatal arc tűnt fel, Bozzay Margit, az írónő unokája. A kötet címe: Álarc nélkül. 
Ugyanazt a nevet kapta, mint ő. Az iskolában, ahová járt, akadt két ember, az igazgató, és a magyar tanár, aki ismerte a nagymama regényeit, írásait, ezért tőle mindig többet vártak. Később, az érettségi után olvasta el műveit. Az élete nem fonódott össze az irodalommal. Manöken volt, és kereskedő a MÓDI-nál. Megkeresték különböző könyvkiadók azzal, hogy jelentessék meg nagymamája műveit. Napvilágot látott az első trilógia, a három életrajzi kötet, de nem az unoka  kiadásában és nem egészen az elképzelése szerint. Döntött: ismét megalapította az édesapja hajdani kiadóját, a Napkeletet és sorra megjelentette nagymamája írásait. Az első könyv, ami megjelent az Álarc nélkül volt, melyre saját fotója került.